# 黎漢持
黎漢持（英語：Newton Lai Hon Chi，1951年4月28日—2013年6月14日），香港已故男演員。曾在佳藝電視、亞洲電視及無綫電視劇集演出，也曾參演電影、武打及粵劇演員。2013年6月14日因急性肺炎去世，終年62歲。

## 生平
黎漢持在香港出生，有數名兄弟妹妹，早年在香港島山頂匯豐銀行員工宿舍長大，父親是山頂中峽道匯豐大班別墅的西廚。中學時期遷居九龍塘的員工宿舍。黎因父親是愛國人士關係，被安排入讀勞工子弟學校（小學部）（1963年小六，本來於小學四年級時與兩名兄弟同獲九龍禮賢學校取錄）和香島中學（1968年中五），與藝人鮑起靜為中學同級同學。後在培僑中學預科畢業後，留在母校當了兩年教師。在讀香島中學期間是學校籃球校隊隊長。而放棄教職後，他轉職銀行業，未幾於1975年先加入鳳凰影業公司，後於同年加入佳藝電視。首部演出的電影是《早春風雨》，其後曾成為多部武俠動作片的主角。他之所以選擇當演員，原因出於受中學階段所讀的中國文學與地理科培養，令他成為文藝青年，並對演出話劇產生興趣。直至1978年底，佳藝電視倒閉，加上1979年鳳凰影業公司停產，他便加入麗的電視。1985年轉投無綫電視。
黎漢持主力在香港的電視圈發展。在《大俠霍元甲》（1981年後麗的電視劇，黃元申、米雪、董驃主演）一劇中，他飾演外表英俊瀟灑，貌似君子，實為投敵賣友的大反派龍海生。此角色的惡貫滿盈形象深入民心，直至今日仍被眾多香港及內地觀眾所銘記。在1980年代初期，黎漢持曾在數部劇集中擔任要角，如在1980年《大內群英續集》裡他扮演紅花會總舵主韓天仇、《四大名捕》、《再向虎山行》、《一江春水向東流》等，多數角色給人亦正亦邪之感。但轉投至無綫電視后他已很少擔任男主角，而是轉型為一位主要飾演中老年角色的甘草演員。1996年，黎漢持基於妻子希望一對子女到外國讀書而淡出影視圈，隨妻子移民加拿大。其後回流在香港和中國大陸經商，僅在《大唐雙龍傳》、《驚艷一槍》等少數劇集中客串亮相。2005年退出幕前當上風水師，活躍於美國各地。2012年，黎漢持曾接受亞洲電視節目亞視百人訪問。最後一次公開亮相的場合是2013年4月接受亞洲電視節目星動亞洲的訪問。同年6月因急性肺炎去世。
黎漢持是香港明星足球隊的替補門將。此外，他精通看相，會研究風水命理。因身高達六呎，加盟無綫電視後，曾取代談泉慶成了無綫電視身高最高的藝人。

## 個人生活
黎漢持先后多次与女演員容惠雯在劇中合作，飾演夫妻。網上曾流傳“黎漢持与容惠雯戲內戲外都是夫妻”，但此說法已被一些知情人士所否定，黎漢持的妻子是圈外人關美嫦，育有一子一女。

## 演出作品列表

### 電視劇（佳藝電視）
待整理

### 電視劇（麗的電視/亞洲電視）
- 1980年 驟雨中的陽光 飾 Philip
- 1980年 大內群英續集 飾 韓天仇
- 1980年 小小心願 飾 沈再文
- 1981年 少年黃飛鴻 飾 步青雲
- 1981年 大昏迷 飾 陳世傑
- 1981年 自由萬歲 飾 譚國強
- 1981年 大俠霍元甲 飾 龍海生
- 1981年 馬永貞 飾 石秀峰
- 1982年 大將軍 飾 僧佫勇
- 1982年 再見狂牛 飾 凌漢輝
- 1983年 一江春水向東流 飾 張文韜
- 1983年 八美圖 飾 王興國
- 1983年 再向虎山行 飾 紀青雲
- 1983年 福星闖天下 飾 林克剛
- 1983年 新不了情 飾 鄭克勤
- 1983年 劍仙李白 飾 楚剛釗
- 1984年 表錯七段情
- 1984年 四大名捕 飾 冷血
- 1984年 十二金牌 飾 岳雲

### 電視劇（無綫電視）
- 1985年 光怪陸離 飾 趙志光/江道南/姚祖輝/姚作義
- 1985年 楚河漢界 飾 張良
- 1985年 楊家將 飾 楊延玉
- 1986年 遁甲奇兵 飾 凌嘯天
- 1986年 薛丁山征西 飾 楊藩
- 1986年 陸小鳳之鳳舞九天 飾 葉孤城
- 1986年 流氓大亨 飾 老張
- 1986年 神劍魔刀 飾 洪鎮宇
- 1986年 倚天屠龍記 飾 楊逍
- 1986年 達摩 飾 王亮
- 1986年 赤腳紳士 飾 丁八斤
- 1987年 大運河 飾 劉雄
- 1987年 天狼劫 飾 葉凌宵
- 1987年 謫仙記 (單元劇) 飾 江騰
- 1987年 杜心五 飾 鄧世昌
- 1988年 誓不低頭 飾 林業光
- 1988年 狂龍 飾 袁崇煥 （於1987年海外發行，1988年翡翠台播映）
- 1988年 贏單傳奇 飾 葉滿天
- 1988年 太平天國 飾 石達開
- 1989年 鐵血大旗門 飾 夜帝
- 1989年 上海大風暴 飾 楊嶽山
- 1989年 連城訣 飾 水岱
- 1992年 沖天小子 飾 梁志剛
- 1992年 中神通王重陽 飾 常生/王裳
- 1992年 水滸英雄傳 飾 林沖
- 1992年 廉政行動 飾 廉政公署調查主任 韋亦莊
- 1993年 原振俠 飾 丁輝
- 1993年 大頭綠衣鬥殭屍 飾 福安寧
- 1993年 九彩霸王花 飾 黎啟法
- 1993年 南俠展昭 飾 包拯 （於1993年海外發行，1994年翡翠台播映）
- 1994年 俠女遊龍 飾 葉守忠 （於1993年海外發行，1994年翡翠台播映）
- 1994年 廉政行動1994 飾 高級海關官員 陳令輝
- 1994年 射鵰英雄傳 飾 段智興 (一燈大師)
- 1994年 壹號皇庭III 飾 馬禮信
- 1994年 方世玉與乾隆皇 飾 鄂爾泰
- 1994年 天子屠龍 飾 岳樂
- 1994年 笑看風雲 飾 倪峰
- 1995年 白髮魔女傳 飾 李自成 （於1994年海外發行，1995年翡翠台播映）
- 1995年 金牙大狀（貳） 飾 方唐鏡
- 1995年 包青天之「錯配良緣」 飾 林天英
- 1995年 神鵰俠侶 飾 段智興 (一燈大師)
- 1995年 總有出頭天 飾 楊俊文
- 1995年 壹號皇庭IV　飾　蔡樹基
- 1995年 尋龍劍俠賴布衣 飾 賴澄山 （於1994年海外發行，1995年翡翠台播映）
- 1995年 大捕快 飾 十三貝勒 （於1994年海外發行，1995年翡翠台播映）
- 1995年 刑事偵緝檔案II 飾 馬成昌 （檔案二:「燒屍懸案」）(袁天麗之前上司及情夫)
- 1996年 隋唐群英會 飾 李淵 （於1995年海外發行，1996年翡翠台播映）
- 1996年 笑傲江湖 飾 曲洋
- 1996年 緝私群英 飾 黎志偉 （於1995年海外發行，1996年翡翠台播映）
- 2004年 大唐雙龍傳 飾 王世充
- 2005年 驚艷一槍 飾 智高 （於2005年海外發行，2012年翡翠台播映）
- 2005年 識法代言人 飾 律師會主席

### 電視劇（香港電台）
- 1981年 浮雲 飾 Andy
- 1982年《執法者》《濁流》飾 鍾 Sir
- 1991年 裁決：人權地帶 飾 資深律師Chris

## 電影
- 風頭人物(1977)
- 蕩寇群英(1978)
- 都市四重奏: 一頓飯的故事 (1978)
- 泰山屠龍(1980)
- 錯有錯著(1980)
- 險過剃頭(1980)
- 橫掃魚蛋檔(1982)....陸正剛
- 殺出西營盤(1982)
- 家在香港(1983)
- 毒蠱(1983)
- 血中血(1983)....秦克夫
- 鬼戰(1984)
- 毒咒(1985)
- 天煞(1986) ...趙懷安
- 皇家戰士(1986)
- 沉底鱷(1989)
- 目中無人(1989)
- 人海孤鴻(1989)
- 轟天龍(1991) ...黎Sir
- 越青(1991)
- 紅粉至尊(1991)
- 駁腳差佬(1991)
- 志在出位(1991)
- 毒網(1991)
- 賭城大亨II之至尊無敵(1992) ...四哥
- 囚籠 (1992)...鄭健榮
- 極度誘惑(1992)
- 警花肉搏強姦黨(1993)
- 超級學校霸王(1993)
- 箱尸奇案（1993）...雷督察
- 龍虎之戰(1995)
- 奇幻夜(2013)

## 外部連結
- 黎漢持在香港影庫上的簡介